# Danimarca ai Giochi olimpici
La Danimarca ha partecipato ai Giochi olimpici fin dalla prima edizione dei Giochi e da allora ha partecipato a tutte le edizioni estive (con l'eccezione di Saint Louis 1904); partecipa ai Giochi invernali dal 1948. I suoi atleti hanno vinto complessivamente 206 medaglie olimpiche, una sola delle quali nelle edizioni invernali.
Il Comitato Olimpico e Confederazione Sportiva di Danimarca è stato fondato e riconosciuto dal CIO nel 1905.

## Medagliere storico

### Giochi estivi
| Giochi                 | Oro              | Argento          | Bronzo           | Totale           |
| ---------------------- | ---------------- | ---------------- | ---------------- | ---------------- |
| Atene 1896             | 1                | 2                | 3                | 6                |
| Parigi 1900            | 1                | 3                | 2                | 6                |
| St. Louis 1904         | non partecipante | non partecipante | non partecipante | non partecipante |
| Londra 1908            | 0                | 2                | 3                | 5                |
| Stoccolma 1912         | 1                | 6                | 5                | 12               |
| Anversa 1920           | 3                | 9                | 1                | 13               |
| Parigi 1924            | 2                | 5                | 2                | 9                |
| Amsterdam 1928         | 3                | 1                | 2                | 6                |
| Los Angeles 1932       | 0                | 3                | 3                | 6                |
| Berlino 1936           | 0                | 2                | 3                | 5                |
| Londra 1948            | 5                | 7                | 8                | 20               |
| Helsinki 1952          | 2                | 1                | 3                | 6                |
| Melbourne 1956         | 1                | 2                | 1                | 4                |
| Roma 1960              | 2                | 3                | 1                | 6                |
| Tokyo 1964             | 2                | 1                | 3                | 6                |
| Città del Messico 1968 | 1                | 4                | 3                | 8                |
| Monaco 1972            | 1                | 0                | 0                | 1                |
| Montreal 1976          | 1                | 0                | 2                | 3                |
| Mosca 1980             | 2                | 1                | 2                | 5                |
| Los Angeles 1984       | 0                | 3                | 3                | 6                |
| Seul 1988              | 2                | 1                | 1                | 4                |
| Barcellona 1992        | 1                | 1                | 4                | 6                |
| Atlanta 1996           | 4                | 1                | 1                | 6                |
| Sydney 2000            | 2                | 3                | 1                | 6                |
| Atene 2004             | 2                | 1                | 5                | 8                |
| Pechino 2008           | 2                | 2                | 3                | 7                |
| Londra 2012            | 2                | 4                | 3                | 9                |
| Rio de Janeiro 2016    | 2                | 6                | 7                | 15               |
| Tokyo 2020             | 3                | 4                | 4                | 11               |
| Parigi 2024            | 2                | 2                | 5                | 9                |
| Totale                 | 50               | 80               | 84               | 214              |

### Giochi invernali
| Giochi                 | Oro              | Argento          | Bronzo           | Totale           |
| ---------------------- | ---------------- | ---------------- | ---------------- | ---------------- |
| St. Moritz 1948        | 0                | 0                | 0                | 0                |
| Oslo 1952              | 0                | 0                | 0                | 0                |
| Cortina d'Ampezzo 1956 | non partecipante | non partecipante | non partecipante | non partecipante |
| Squaw Valley 1960      | 0                | 0                | 0                | 0                |
| Innsbruck 1964         | 0                | 0                | 0                | 0                |
| Grenoble 1968          | 0                | 0                | 0                | 0                |
| Sapporo 1972           | non partecipante | non partecipante | non partecipante | non partecipante |
| Innsbruck 1976         | non partecipante | non partecipante | non partecipante | non partecipante |
| Lake Placid 1980       | non partecipante | non partecipante | non partecipante | non partecipante |
| Sarajevo 1984          | non partecipante | non partecipante | non partecipante | non partecipante |
| Calgary 1988           | 0                | 0                | 0                | 0                |
| Albertville 1992       | 0                | 0                | 0                | 0                |
| Lillehammer 1994       | 0                | 0                | 0                | 0                |
| Nagano 1998            | 0                | 1                | 0                | 0                |
| Salt Lake City 2002    | 0                | 0                | 0                | 0                |
| Torino 2006            | 0                | 0                | 0                | 0                |
| Vancouver 2010         | 0                | 0                | 0                | 0                |
| Soči 2014              | 0                | 0                | 0                | 0                |
| Pyeongchang 2018       | 0                | 0                | 0                | 0                |
| Pechino 2022           | 0                | 0                | 0                | 0                |
| Totale                 | 0                | 1                | 0                | 1                |

## Medagliere per sport
| Sport             | Oro | Argento | Bronzo | Totale |
| ----------------- | --- | ------- | ------ | ------ |
| Vela              | 13  | 9       | 9      | 31     |
| Ciclismo          | 8   | 11      | 10     | 29     |
| Canottaggio       | 7   | 5       | 13     | 25     |
| Pallamano         | 4   | 1       | 0      | 5      |
| Tiro              | 3   | 11      | 5      | 19     |
| Canoa/kayak       | 3   | 6       | 7      | 16     |
| Nuoto             | 3   | 5       | 7      | 15     |
| Badminton         | 2   | 3       | 4      | 9      |
| Pugilato          | 1   | 5       | 6      | 12     |
| Scherma           | 1   | 2       | 3      | 6      |
| Ginnastica        | 1   | 2       | 1      | 4      |
| Sollevamento pesi | 1   | 2       | 0      | 3      |
| Tuffi             | 1   | 0       | 1      | 2      |
| Equitazione       | 0   | 4       | 2      | 6      |
| Calcio            | 0   | 3       | 1      | 4      |
| Lotta             | 0   | 3       | 6      | 9      |
| Atletica leggera  | 0   | 4       | 3      | 7      |
| Curling           | 0   | 1       | 0      | 1      |
| Hockey su prato   | 0   | 1       | 0      | 1      |
| Tennis            | 0   | 1       | 0      | 1      |
| Tennis tavolo     | 0   | 0       | 1      | 1      |
| Totale            | 48  | 79      | 79     | 206    |